# Copa Stanley
La Copa Stanley (en francés: Coupe Stanley; en inglés: Stanley Cup) es un trofeo entregado al campeón de la National Hockey League, liga profesional de hockey sobre hielo de Canadá y Estados Unidos . Al participar los mejores jugadores en la NHL, que, a su vez es considerada la mejor liga, la Copa Stanley es la mayor distinción por equipos de este deporte.
El trofeo fue adquirido por Lord Stanley, el Gobernador General de Canadá en 1892, por el precio de cincuenta dólares. El primer equipo en ganarla fueron los A.A.A. de Montreal en 1893. Por aquel entonces, los equipos podían desafiar al campeón a un duelo por el trofeo. Desde 1915, se entrega anualmente.
Los nombres de los jugadores y técnicos vencedores son inscritos en la copa cada año. Como resultado, la NHL ha tenido que hacer una copa mayor, añadiendo pisos por la base. Cuando la primera copa estuvo llena de nombres, se hizo una copia de ella, que es la que actualmente se entrega.
Los Montreal Canadiens han ganado la Copa Stanley en 24 ocasiones, más veces que ningún otro equipo. También han sido los que más veces consecutivas lo han ganado: cinco, entre las temporadas 1955-56 y 1959-60.
Los jugadores del equipo ganador, al igual que en la NBA y la NFL reciben un anillo. Henri Richard de los Montreal Canadiens, tiene el mayor número de anillos, con 11.
Scotty Bowman es el entrenador que ostenta el récord de nueve triunfos en la Copa Stanley; cinco con los Montreal Canadiens (1973, 1976, 1977, 1978 y 1979 ), uno con los Pittsburgh Penguins en 1992 y tres con los Detroit Red Wings (1997, 1998 y 2002). 
La Copa Stanley no se entregó en 2005, al no haber temporada de la NHL por culpa de una huelga de jugadores. Tampoco fue entregada en 1919, debido a una epidemia de gripe.

## Historia

### Orígenes

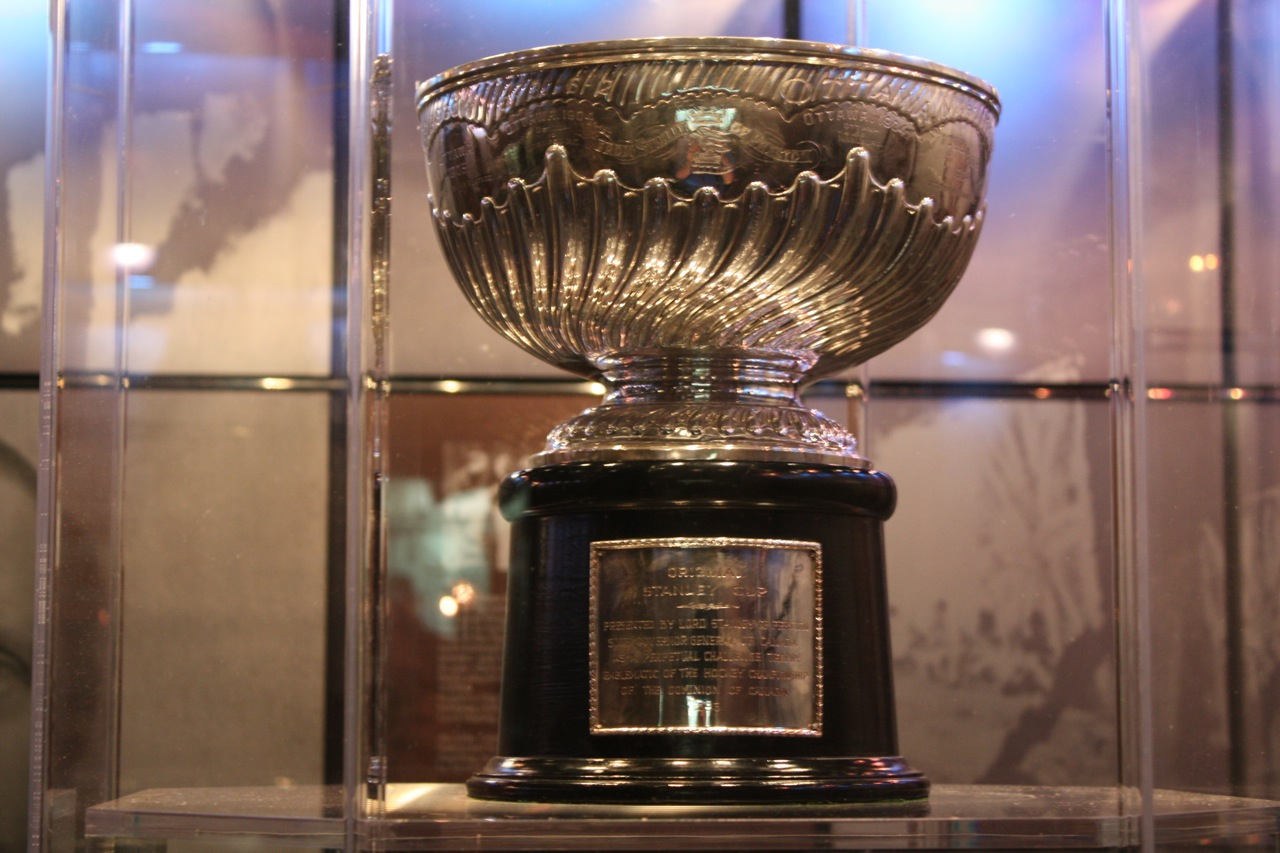
Trofeo original.

Después de que Frederick Stanley, Lord Stanley de Preston, fuera acreditado como gobernador general de Canadá el 11 de junio de 1888; él y su familia se tornaron muy entusiastas con respecto al hockey. La primera asistencia de Stanley a un partido de hockey, fue en el carnaval de invierno de Montreal en 1888, donde vio a los Montreal Victorias versus Montreal AAA. Durante este tiempo el hockey apenas se estaba organizando y lo que se podía denominar como liga, solo se ubicaba en Montreal y Ottawa. Posteriormente la familia de Lord Stanley tuvo una participación más activa en el hockey y fue uno de sus hijos quien le dio la idea de que donara un trofeo.
A comienzos de 1892, los rebeldes de Ottawa ganaron el campeonato OHA y fueron galardonados con la victoria el 18 de marzo, en el curso de una cena celebrada en la asociación atlética amateur de Ottawa. Lord Stanley no pudo asistir, por lo que mandó el siguiente mensaje:
«Desde hace un tiempo atrás he pensado, que sería una excelente idea que se haga un torneo anual, en donde el campeón recibirá la copa y tendrá dominio de esta hasta que llegue un nuevo campeón.
»Al parecer, en estos momentos no hay señales de un posible campeonato y considerando el nuevo interés de estos partidos y la importancia de jugar según las reglas establecidas oficialmente, estoy dispuesto a entregar una copa que será conservada por el equipo ganador por un año.»
Posteriormente Lord Stanley compró un molde, hecho en Sheffield, (Inglaterra) por London Silversmith G. R. Collings & Co. (ahora Joyería Boodles & Dunthorne) por diez guineas (48.67$ en aquella época). En un lado hizo inscribir “copa del domino del hockey ” y por el otro “de Stanley Preston”.
Originalmente Stanley planeó que la copa se usara como un trofeo otorgado al mejor equipo amateur en Canadá, para lo que estableció 5 regulaciones preliminares:
1)	Los ganadores deben regresar la copa en buen estado, para que sea otorgada al próximo campeón.
2)	Cada ganador, de su propio peculio, deberá grabar el nombre del equipo y el año en un anillo de plata, el cual será pegado a la copa.
3)	La copa siempre será una copa de campeonato, nunca será propiedad del equipo ganador.
4)	Los fideicomisarios deberán mantener el control de la copa en caso de disputas.
5)	Si alguno de los fideicomisarios renuncia o abandona el cargo, el otro fideicomisario nombraran un substituto.
Lord Stanley nombró al Sheriff John Sweetland y Pili D. Ross como fideicomisarios de la copa. Presentando el trofeo por primera vez en 1893, para ser otorgado a los Montreal AAA, campeones de la asociación amateur de ' hockey.
Lord Stanley nunca pudo ver un juego donde se entregara su trofeo: su periodo como gobernador terminó en septiembre de 1893 y fue obligado a regresar a Inglaterra el 15 de julio.

### La era de los desafíos

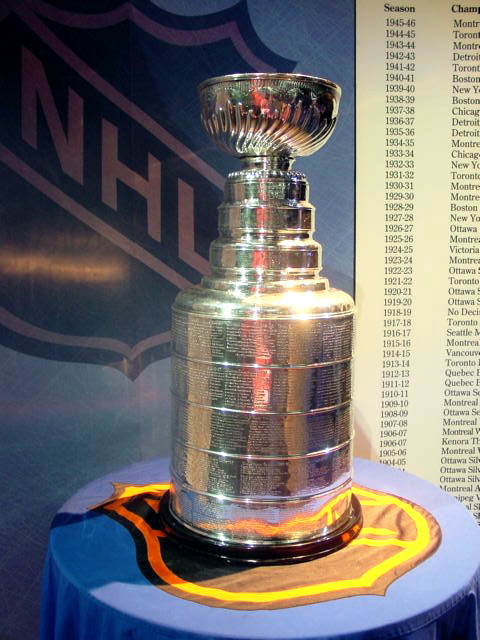
Copa Stanley.

En el período de desafíos, ninguna de las ligas que se jugaron por la Copa tenía un sistema formal de playoff anual para decidir el campeón; sin embargo quien terminara en el primer lugar, era considerado como tal. Pero en 1894 de 5 equipos 4 quedaron empatados por el campeonato; esto llevó a la realización del primer playoff, teniendo como ganador del tornero a los Montreal AAA.

### La era de la Serie Mundial
En 1914 los aristócratas de Victoria desafiaron al campeón, los Toronto Blue shirts. Sin embargo dicho desafío nunca fue hecho formalmente. Los fideicomisarios vieron el desafío como ilegal, pero al ser resuelta la controversia, Toronto defendió su título.
Un año después las ligas NHA y PCHA hicieron un pacto, igual al de la liga de béisbol. Los campeones de las respectivas ligas se enfrentarían entre sí por la copa.
El primer año sin celebrarse la entrega de la copa fue 1919, debido a una epidemia de gripe: aunque se llegó a las finales, estas nunca fueron concluidas.
En 1922, el formato de las finales cambió. Tres ligas se disputaban la copa, debido a la creación de la liga de hockey de la división oeste.

### La NHL toma el control
En los años 1920, la NHA y la PCHA se unieron a la liga de hockey de la división oeste; sin embargo, esta nueva liga se retiró en 1926 dejando como única liga a la National Hockey League (NHL) en disputa de la Copa Stanley. En 1947 la NHL llegó a un acuerdo con los fideicomisarios para tener el control de la copa, permitiéndole a la NHL rechazar cualquier desafió de otras ligas. Desde entonces la copa es entregada anualmente, menos en el 2005 por una disputa entre jugadores y dueños de equipos. El 7 de febrero de 2006, se llegó a un acuerdo donde la copa podía ser entregada a equipos fuera de la NHL, ya que la corte superior de Ontario dictaminó que los fideicomisarios se excedieron en sus facultades al firmar el acuerdo de 1947.

## Grabando la copa
La copa Stanley es el único trofeo que lleva el nombre de los jugadores. Esto no siempre ha sido así. Cuando se llenó el anillo original, en 1902; ningún equipo estaba dispuesto a pagar por un nuevo anillo, pasando a dejar su marca en el molde original. En 1907, los Montreal Wanderers, se convirtieron en el primer equipo en grabar su nombre en la parte interior del molde y el primer campeón en grabar el nombre de todos los miembros del equipo.
En 1908, por razones desconocidas, los Montreal Wanderers, no grabaron su nombre en la copa, a pesar de haber ganado cuatro desafíos. El año siguiente los Ottawa Senators, agregaron un nuevo anillo a la copa; a pesar de tener espacio, en 1910 (los Wanderers) y en 1911 Los Senadores, no grabaron sus nombres en la copa. Por otra parte, los Millonarios de Vancouver, fueron el segundo equipo en colocar sus nombres dentro del molde.
El nuevo anillo colocado en 1909, fue llenado por los Millonarios en 1918. La próxima grabación en la copa fue en 1924, cuando los Canadiens agregaron un nuevo anillo; desde entonces esta tradición no ha sido rota. Originalmente, cada año se agregaba un nuevo anillo, causando un incremento de peso y tamaño. Sin embargo la copa fue rediseñada en 1948, con un cuello y molde removible; además se hizo honor a aquellos equipos que no grabaron sus nombres. En 1991 se llenaron todas las bandas y se decidió que no se agregarían nuevos anillos. Sin embargo en 2004-05 se decidió agregar una nueva banda, la cual sería llenada en el 2005-06 con los Carolina Hurricanes y en cuanto a la temporada 2004-05 se colocó “temporada no jugada”.
En la actualidad la copa mide 89.54 centímetros y pesa 15.5 kilos

## Ganadores de la Copa Stanley
| Año                                                  | Ganador                                                        | Entrenador                                                     | Finalista                                                      | Entrenador                                                     | Partidos                                                       |
| Challenge Cup (1893–1914)                            | Challenge Cup (1893–1914)                                      | Challenge Cup (1893–1914)                                      | Challenge Cup (1893–1914)                                      | Challenge Cup (1893–1914)                                      | Challenge Cup (1893–1914)                                      |
| ---------------------------------------------------- | -------------------------------------------------------------- | -------------------------------------------------------------- | -------------------------------------------------------------- | -------------------------------------------------------------- | -------------------------------------------------------------- |
| 1893                                                 | Montreal AAA (AHA)                                             |                                                                | (Sin rivales)                                                  |                                                                |                                                                |
| 1894                                                 | Montreal AAA (AHA)                                             |                                                                | Ottawa Generals (AHA)                                          |                                                                |                                                                |
| 1895                                                 | Montreal Victorias (AHA)                                       | Mike Grant (capitán)                                           | (Sin rivales)                                                  |                                                                |                                                                |
| febrero de 1896                                      | Winnipeg Victorias (MHL)                                       | Jack Armytage                                                  | Montreal Victorias (AHA)                                       |                                                                |                                                                |
| diciembre de 1896                                    | Montreal Victorias (AHA)                                       | Mike Grant (capitán)                                           | Winnipeg Victorias (MHL)                                       |                                                                |                                                                |
| 1897                                                 | Montreal Victorias (AHA)                                       | Mike Grant (capitán)                                           | Ottawa Capitals (CCHA)                                         |                                                                |                                                                |
| 1898                                                 | Montreal Victorias (AHA)                                       | Mike Grant (capitán)                                           | (Sin rivales)                                                  |                                                                |                                                                |
| febrero de 1899                                      | Montreal Victorias (CAHL)                                      | Frank Richardson                                               | Winnipeg Victorias (MHL)                                       |                                                                |                                                                |
| marzo de 1899                                        | Montreal Shamrocks (CAHL)                                      | Harry Trihey (capitán)                                         | Universidad de Queen                                           |                                                                |                                                                |
| febrero de 1900                                      | Montreal Shamrocks (CAHL)                                      | Harry Trihey (capitán)                                         | Winnipeg Victorias (MHL)                                       |                                                                |                                                                |
| marzo de 1900                                        | Montreal Shamrocks (CAHL)                                      | Harry Trihey (capitán)                                         | Halifax Crescents                                              |                                                                |                                                                |
| 1901                                                 | Winnipeg Victorias (MHL)                                       | Dan Bain (capitán)                                             | Montreal Shamrocks (CAHL)                                      |                                                                |                                                                |
| enero de 1902                                        | Winnipeg Victorias (MHL)                                       | Dan Bain (capitán)                                             | Toronto Wellingtons (OHA)                                      |                                                                |                                                                |
| marzo de 1902                                        | Montreal AAA (CAHL)                                            | Clare McKerrow                                                 | Winnipeg Victorias (MHL)                                       |                                                                |                                                                |
| febrero de 1903                                      | Montreal AAA (CAHL)                                            | Clare McKerrow                                                 | Winnipeg Victorias (MHL)                                       |                                                                |                                                                |
| marzo de 1903                                        | Ottawa Silver Seven (CAHL)                                     | A.T. Smith                                                     | Montreal Victorias (CAHL)                                      |                                                                |                                                                |
| marzo de 1903                                        | Ottawa Silver Seven (CAHL)                                     | A.T. Smith                                                     | Rat Portage Thistles                                           |                                                                |                                                                |
| enero de 1904                                        | Ottawa Silver Seven (CAHL)                                     | A.T. Smith                                                     | Winnipeg Rowing Club                                           |                                                                |                                                                |
| febrero de 1904                                      | Ottawa Silver Seven                                            | A.T. Smith                                                     | Toronto Marlboros (OHA)                                        |                                                                |                                                                |
| marzo de 1904                                        | Ottawa Silver Seven                                            | A.T. Smith                                                     | Montreal Wanderers (FAHL)                                      |                                                                |                                                                |
| marzo de 1904                                        | Ottawa Silver Seven                                            | A.T. Smith                                                     | Brandon Wheat Kings (MNHL)                                     |                                                                |                                                                |
| enero de 1905                                        | Ottawa Silver Seven                                            | A.T. Smith                                                     | Dawson City Nuggets                                            |                                                                |                                                                |
| marzo de 1905                                        | Ottawa Silver Seven                                            | A.T. Smith                                                     | Rat Portage Thistles                                           |                                                                |                                                                |
| febrero de 1906                                      | Ottawa Silver Seven (ECAHA)                                    | A.T. Smith                                                     | Universidad de Queen                                           |                                                                |                                                                |
| marzo de 1906                                        | Ottawa Silver Seven (ECAHA)                                    | A.T. Smith                                                     | Smiths Falls (FAHL)                                            |                                                                |                                                                |
| marzo de 1906                                        | Montreal Wanderers (ECAHA)                                     | Cecil Blanchford (capitán)                                     | Ottawa Silver Seven (ECAHA)                                    |                                                                |                                                                |
| diciembre de 1906                                    | Montreal Wanderers (ECAHA)                                     | Cecil Blanchford (capitán)                                     | New Glasgow Cubs                                               |                                                                |                                                                |
| enero de 1907                                        | Kenora Thistles                                                | Tommy Phillips (capitán)                                       | Montreal Wanderers (ECAHA)                                     |                                                                |                                                                |
| marzo de 1907                                        | Montreal Wanderers (ECAHA)                                     | Cecil Blanchford                                               | Kenora Thistles                                                |                                                                |                                                                |
| enero de 1908                                        | Montreal Wanderers (ECAHA)                                     | Cecil Blanchford                                               | Ottawa Victorias (FAHL)                                        |                                                                |                                                                |
| marzo de 1908                                        | Montreal Wanderers (ECAHA)                                     | Cecil Blanchford                                               | Winnipeg Maple Leafs (MHL)                                     |                                                                |                                                                |
| marzo de 1908                                        | Montreal Wanderers (ECAHA)                                     | Cecil Blanchford                                               | Toronto Trolley Leaguers (OPHL)                                |                                                                |                                                                |
| diciembre de 1908                                    | Montreal Wanderers (ECAHA)                                     | Cecil Blanchford                                               | Edmonton Eskimos (AHL)                                         |                                                                |                                                                |
| 1909                                                 | Ottawa Senators (ECHA)                                         | Bruce Stuart (capitán)                                         | (Sin rivales)                                                  |                                                                |                                                                |
| enero 1910                                           | Ottawa Senators (CHA)                                          | Bruce Stuart (capitán)                                         | Galt (OPHL)                                                    |                                                                |                                                                |
| enero 1910                                           | Ottawa Senators (NHA)                                          | Bruce Stuart (capitán)                                         | Edmonton Eskimos (AHL)                                         |                                                                |                                                                |
| marzo 1910                                           | Montreal Wanderers (NHA)                                       | Pud Glass (capitán)                                            | Berlin Union Jacks (OPHL)                                      |                                                                |                                                                |
| marzo 1911                                           | Ottawa Senators (NHA)                                          | Bruce Stuart (capitán)                                         | Galt (OPHL)                                                    |                                                                |                                                                |
| marzo 1911                                           | Ottawa Senators (NHA)                                          | Bruce Stuart (capitán)                                         | Port Arthur Bearcats (NOHA)                                    |                                                                |                                                                |
| 1912                                                 | Quebec Bulldogs (NHA)                                          | Mike Quinn                                                     | Moncton Victorias (MPHL)                                       |                                                                | 2–0                                                            |
| 1913                                                 | Quebec Bulldogs (NHA)                                          | Joe Malone (capitán)                                           | Sydney Miners                                                  |                                                                |                                                                |
| marzo 1914                                           | Toronto Blueshirts (NHA)                                       | Scotty Davidson                                                | Montreal Canadiens (NHA)                                       | Jimmy Gardner                                                  |                                                                |
| marzo 1914                                           | Toronto Blueshirts (NHA)                                       | Scotty Davidson                                                | Victoria Aristocrats (PCHA)                                    | Lester Patrick                                                 | 3–0                                                            |
| Copa Stanley                                         |                                                                |                                                                |                                                                |                                                                |                                                                |
| 1915                                                 | Vancouver Millionaires (PCHA)                                  | Frank Patrick                                                  | Ottawa Senators (NHA)                                          | Frank Shaughnessy                                              | 3–0                                                            |
| 1916                                                 | Montreal Canadiens (NHA)                                       | Newsy Lalonde                                                  | Portland Rosebuds (PCHA)                                       | E.H. Savage                                                    | 3–2                                                            |
| 1917                                                 | Seattle Metropolitans (PCHA)                                   | Pete Muldoon                                                   | Montreal Canadiens (NHA)                                       | Newsy Lalonde                                                  | 3–1                                                            |
| 1917–18                                              | Toronto Arenas                                                 | Dick Carroll                                                   | Vancouver Millionaires (PCHA)                                  | Frank Patrick                                                  | 3–2                                                            |
| 1918–19                                              | Suspendido por epidemia de gripe española                      | Suspendido por epidemia de gripe española                      | Suspendido por epidemia de gripe española                      | Suspendido por epidemia de gripe española                      | Suspendido por epidemia de gripe española                      |
| 1919–20                                              | Ottawa Senators                                                | Pete Green                                                     | Seattle Metropolitans (PCHA)                                   | Pete Muldoon                                                   | 3–2                                                            |
| 1920–21                                              | Ottawa Senators                                                | Pete Green                                                     | Vancouver Millionaires (PCHA)                                  | Lloyd Cook / Frank Patrick                                     | 3–2                                                            |
| 1921–22                                              | Toronto St. Patricks                                           | George O'Donoghue                                              | Vancouver Millionaires (PCHA)                                  | Lloyd Cook / Frank Patrick                                     | 3–2                                                            |
| 1922–23                                              | Ottawa Senators                                                | Pete Green                                                     | Vancouver Maroons (PCHA)                                       | Lloyd Cook / Frank Patrick                                     | 3–1                                                            |
| 1923–24                                              | Montreal Canadiens                                             | Leo Dandurand                                                  | Calgary Tigers (WCHL)                                          | Eddie Oatman                                                   | 2–0                                                            |
| 1924–25                                              | Victoria Cougars (WHL)                                         | Lester Patrick                                                 | Montreal Canadiens                                             | Leo Dandurand                                                  | 3–1                                                            |
| 1925–26                                              | Montreal Maroons                                               | Eddie Gerard                                                   | Victoria Cougars (WHL)                                         | Lester Patrick                                                 | 3–1                                                            |
| Control total de la Copa Stanley por parte de la NHL |                                                                |                                                                |                                                                |                                                                |                                                                |
| 1926–27                                              | Ottawa Senators                                                | Dave Gill                                                      | Boston Bruins                                                  | Art Ross                                                       | 2–0                                                            |
| 1927–28                                              | New York Rangers                                               | Lester Patrick                                                 | Montreal Maroons                                               | Eddie Gerard                                                   | 3–2                                                            |
| 1928–29                                              | Boston Bruins                                                  | Cy Denneny                                                     | New York Rangers                                               | Lester Patrick                                                 | 2–0                                                            |
| 1929–30                                              | Montreal Canadiens                                             | Cecil Hart                                                     | Boston Bruins                                                  | Art Ross                                                       | 2–0                                                            |
| 1930–31                                              | Montreal Canadiens                                             | Cecil Hart                                                     | Chicago Blackhawks                                             | Dick Irvin                                                     | 3–2                                                            |
| 1931–32                                              | Toronto Maple Leafs                                            | Dick Irvin                                                     | New York Rangers                                               | Lester Patrick                                                 | 3–0                                                            |
| 1932–33                                              | New York Rangers                                               | Lester Patrick                                                 | Toronto Maple Leafs                                            | Dick Irvin                                                     | 3–1                                                            |
| 1933–34                                              | Chicago Blackhawks                                             | Tommy Gorman                                                   | Detroit Red Wings                                              | Jack Adams                                                     | 3–1                                                            |
| 1934–35                                              | Montreal Maroons                                               | Tommy Gorman                                                   | Toronto Maple Leafs                                            | Dick Irvin                                                     | 3–0                                                            |
| 1935–36                                              | Detroit Red Wings                                              | Jack Adams                                                     | Toronto Maple Leafs                                            | Dick Irvin                                                     | 3–1                                                            |
| 1936–37                                              | Detroit Red Wings                                              | Jack Adams                                                     | New York Rangers                                               | Lester Patrick                                                 | 3–2                                                            |
| 1937–38                                              | Chicago Blackhawks                                             | Bill Stewart                                                   | Toronto Maple Leafs                                            | Dick Irvin                                                     | 3–1                                                            |
| 1938–39                                              | Boston Bruins                                                  | Art Ross                                                       | Toronto Maple Leafs                                            | Dick Irvin                                                     | 4–1                                                            |
| 1939–40                                              | New York Rangers                                               | Frank Boucher                                                  | Toronto Maple Leafs                                            | Dick Irvin                                                     | 4–2                                                            |
| 1940–41                                              | Boston Bruins                                                  | Cooney Weiland                                                 | Detroit Red Wings                                              | Ebbie Goodfellow                                               | 4–0                                                            |
| 1941–42                                              | Toronto Maple Leafs                                            | Hap Day                                                        | Detroit Red Wings                                              | Jack Adams                                                     | 4–3                                                            |
| 1942–43                                              | Detroit Red Wings                                              | Jack Adams                                                     | Boston Bruins                                                  | Art Ross                                                       | 4–0                                                            |
| 1943–44                                              | Montreal Canadiens                                             | Dick Irvin                                                     | Chicago Blackhawks                                             | Paul Thompson                                                  | 4–0                                                            |
| 1944–45                                              | Toronto Maple Leafs                                            | Hap Day                                                        | Detroit Red Wings                                              | Jack Adams                                                     | 4–3                                                            |
| 1945–46                                              | Montreal Canadiens                                             | Dick Irvin                                                     | Boston Bruins                                                  | Dit Clapper                                                    | 4–1                                                            |
| 1946–47                                              | Toronto Maple Leafs                                            | Hap Day                                                        | Montreal Canadiens                                             | Dick Irvin                                                     | 4–2                                                            |
| 1947–48                                              | Toronto Maple Leafs                                            | Hap Day                                                        | Detroit Red Wings                                              | Tommy Ivan                                                     | 4–0                                                            |
| 1948–49                                              | Toronto Maple Leafs                                            | Hap Day                                                        | Detroit Red Wings                                              | Tommy Ivan                                                     | 4–0                                                            |
| 1949–50                                              | Detroit Red Wings                                              | Tommy Ivan                                                     | New York Rangers                                               | Lynn Patrick                                                   | 4–3                                                            |
| 1950–51                                              | Toronto Maple Leafs                                            | Joe Primeau                                                    | Montreal Canadiens                                             | Dick Irvin                                                     | 4–1                                                            |
| 1951–52                                              | Detroit Red Wings                                              | Tommy Ivan                                                     | Montreal Canadiens                                             | Dick Irvin                                                     | 4–0                                                            |
| 1952–53                                              | Montreal Canadiens                                             | Dick Irvin                                                     | Boston Bruins                                                  | Lynn Patrick                                                   | 4–1                                                            |
| 1953–54                                              | Detroit Red Wings                                              | Tommy Ivan                                                     | Montreal Canadiens                                             | Dick Irvin                                                     | 4–3                                                            |
| 1954–55                                              | Detroit Red Wings                                              | Jimmy Skinner                                                  | Montreal Canadiens                                             | Dick Irvin                                                     | 4–3                                                            |
| 1955–56                                              | Montreal Canadiens                                             | Toe Blake                                                      | Detroit Red Wings                                              | Jimmy Skinner                                                  | 4–1                                                            |
| 1956–57                                              | Montreal Canadiens                                             | Toe Blake                                                      | Boston Bruins                                                  | Milt Schmidt                                                   | 4–1                                                            |
| 1957–58                                              | Montreal Canadiens                                             | Toe Blake                                                      | Boston Bruins                                                  | Milt Schmidt                                                   | 4–2                                                            |
| 1958–59                                              | Montreal Canadiens                                             | Toe Blake                                                      | Toronto Maple Leafs                                            | Punch Imlach                                                   | 4–1                                                            |
| 1959–60                                              | Montreal Canadiens                                             | Toe Blake                                                      | Toronto Maple Leafs                                            | Punch Imlach                                                   | 4–0                                                            |
| 1960–61                                              | Chicago Blackhawks                                             | Rudy Pilous                                                    | Detroit Red Wings                                              | Sid Abel                                                       | 4–2                                                            |
| 1961–62                                              | Toronto Maple Leafs                                            | Punch Imlach                                                   | Chicago Blackhawks                                             | Rudy Pilous                                                    | 4–2                                                            |
| 1962–63                                              | Toronto Maple Leafs                                            | Punch Imlach                                                   | Detroit Red Wings                                              | Sid Abel                                                       | 4–1                                                            |
| 1963–64                                              | Toronto Maple Leafs                                            | Punch Imlach                                                   | Detroit Red Wings                                              | Sid Abel                                                       | 4–3                                                            |
| 1964–65                                              | Montreal Canadiens                                             | Toe Blake                                                      | Chicago Blackhawks                                             | Billy Reay                                                     | 4–3                                                            |
| 1965–66                                              | Montreal Canadiens                                             | Toe Blake                                                      | Detroit Red Wings                                              | Sid Abel                                                       | 4–2                                                            |
| 1966–67                                              | Toronto Maple Leafs                                            | Punch Imlach                                                   | Montreal Canadiens                                             | Toe Blake                                                      | 4–2                                                            |
| 1967–68                                              | Montreal Canadiens                                             | Toe Blake                                                      | St. Louis Blues                                                | Scotty Bowman                                                  | 4–0                                                            |
| 1968–69                                              | Montreal Canadiens                                             | Claude Ruel                                                    | St. Louis Blues                                                | Scotty Bowman                                                  | 4–0                                                            |
| 1969–70                                              | Boston Bruins                                                  | Harry Sinden                                                   | St. Louis Blues                                                | Scotty Bowman                                                  | 4–0                                                            |
| 1970–71                                              | Montreal Canadiens                                             | Al MacNeil                                                     | Chicago Blackhawks                                             | Bill Reay                                                      | 4–3                                                            |
| 1971–72                                              | Boston Bruins                                                  | Tom Johnson                                                    | New York Rangers                                               | Emile Francis                                                  | 4–2                                                            |
| 1972–73                                              | Montreal Canadiens                                             | Scotty Bowman                                                  | Chicago Blackhawks                                             | Bill Reay                                                      | 4–2                                                            |
| 1973–74                                              | Philadelphia Flyers                                            | Fred Shero                                                     | Boston Bruins                                                  | Bep Guidolin                                                   | 4–2                                                            |
| 1974–75                                              | Philadelphia Flyers                                            | Fred Shero                                                     | Buffalo Sabres                                                 | Floyd Smith                                                    | 4–2                                                            |
| 1975–76                                              | Montreal Canadiens                                             | Scotty Bowman                                                  | Philadelphia Flyers                                            | Fred Shero                                                     | 4–0                                                            |
| 1976–77                                              | Montreal Canadiens                                             | Scotty Bowman                                                  | Boston Bruins                                                  | Don Cherry                                                     | 4–0                                                            |
| 1977–78                                              | Montreal Canadiens                                             | Scotty Bowman                                                  | Boston Bruins                                                  | Don Cherry                                                     | 4–2                                                            |
| 1978–79                                              | Montreal Canadiens                                             | Scotty Bowman                                                  | New York Rangers                                               | Fred Shero                                                     | 4–1                                                            |
| 1979–80                                              | New York Islanders                                             | Al Arbour                                                      | Philadelphia Flyers                                            | Pat Quinn                                                      | 4–2                                                            |
| 1980–81                                              | New York Islanders                                             | Al Arbour                                                      | Minnesota North Stars                                          | Glen Sonmor                                                    | 4–1                                                            |
| 1981–82                                              | New York Islanders                                             | Al Arbour                                                      | Vancouver Canucks                                              | Roger Neilson                                                  | 4–0                                                            |
| 1982–83                                              | New York Islanders                                             | Al Arbour                                                      | Edmonton Oilers                                                | Glen Sather                                                    | 4–0                                                            |
| 1983–84                                              | Edmonton Oilers                                                | Glen Sather                                                    | New York Islanders                                             | Al Arbour                                                      | 4–1                                                            |
| 1984–85                                              | Edmonton Oilers                                                | Glen Sather                                                    | Philadelphia Flyers                                            | Mike Keenan                                                    | 4–1                                                            |
| 1985–86                                              | Montreal Canadiens                                             | Jean Perron                                                    | Calgary Flames                                                 | Bob Johnson                                                    | 4–1                                                            |
| 1986–87                                              | Edmonton Oilers                                                | Glen Sather                                                    | Philadelphia Flyers                                            | Mike Keenan                                                    | 4–3                                                            |
| 1987–88                                              | Edmonton Oilers                                                | Glen Sather                                                    | Boston Bruins                                                  | Terry O'Reilly                                                 | 4–0                                                            |
| 1988–89                                              | Calgary Flames                                                 | Terry Crisp                                                    | Montreal Canadiens                                             | Pat Burns                                                      | 4–2                                                            |
| 1989–90                                              | Edmonton Oilers                                                | John Muckler                                                   | Boston Bruins                                                  | Mike Milbury                                                   | 4–1                                                            |
| 1990–91                                              | Pittsburgh Penguins                                            | Bob Johnson                                                    | Minnesota North Stars                                          | Bob Gainey                                                     | 4–2                                                            |
| 1991–92                                              | Pittsburgh Penguins                                            | Scotty Bowman                                                  | Chicago Blackhawks                                             | Mike Keenan                                                    | 4–0                                                            |
| 1992–93                                              | Montreal Canadiens                                             | Jacques Demers                                                 | Los Angeles Kings                                              | Barry Melrose                                                  | 4–1                                                            |
| 1993–94                                              | New York Rangers                                               | Mike Keenan                                                    | Vancouver Canucks                                              | Pat Quinn                                                      | 4–3                                                            |
| 1994–95                                              | New Jersey Devils                                              | Jacques Lemaire                                                | Detroit Red Wings                                              | Scotty Bowman                                                  | 4–0                                                            |
| 1995–96                                              | Colorado Avalanche                                             | Marc Crawford                                                  | Florida Panthers                                               | Doug MacLean                                                   | 4–0                                                            |
| 1996–97                                              | Detroit Red Wings                                              | Scotty Bowman                                                  | Philadelphia Flyers                                            | Terry Murray                                                   | 4–0                                                            |
| 1997–98                                              | Detroit Red Wings                                              | Scotty Bowman                                                  | Washington Capitals                                            | Ron Wilson                                                     | 4–0                                                            |
| 1998–99                                              | Dallas Stars                                                   | Ken Hitchcock                                                  | Buffalo Sabres                                                 | Lindy Ruff                                                     | 4–2                                                            |
| 1999–00                                              | New Jersey Devils                                              | Larry Robinson                                                 | Dallas Stars                                                   | Ken Hitchcock                                                  | 4–2                                                            |
| 2000–01                                              | Colorado Avalanche                                             | Bob Hartley                                                    | New Jersey Devils                                              | Larry Robinson                                                 | 4–3                                                            |
| 2001–02                                              | Detroit Red Wings                                              | Scotty Bowman                                                  | Carolina Hurricanes                                            | Paul Maurice                                                   | 4–1                                                            |
| 2002–03                                              | New Jersey Devils                                              | Pat Burns                                                      | Anaheim Mighty Ducks                                           | Mike Babcock                                                   | 4–3                                                            |
| 2003–04                                              | Tampa Bay Lightning                                            | John Tortorella                                                | Calgary Flames                                                 | Darryl Sutter                                                  | 4–3                                                            |
| 2004–05                                              | Temporada cancelada por huelga y cierre patronal de jugadores. | Temporada cancelada por huelga y cierre patronal de jugadores. | Temporada cancelada por huelga y cierre patronal de jugadores. | Temporada cancelada por huelga y cierre patronal de jugadores. | Temporada cancelada por huelga y cierre patronal de jugadores. |
| 2005–06                                              | Carolina Hurricanes                                            | Peter Laviolette                                               | Edmonton Oilers                                                | Craig MacTavish                                                | 4–3                                                            |
| 2006–07                                              | Anaheim Ducks                                                  | Randy Carlyle                                                  | Ottawa Senators                                                | Bryan Murray                                                   | 4–1                                                            |
| 2007–08                                              | Detroit Red Wings                                              | Mike Babcock                                                   | Pittsburgh Penguins                                            | Michel Therrien                                                | 4–2                                                            |
| 2008–09                                              | Pittsburgh Penguins                                            | Dan Bylsma                                                     | Detroit Red Wings                                              | Mike Babcock                                                   | 4–3                                                            |
| 2009–10                                              | Chicago Blackhawks                                             | Joel Quenneville                                               | Philadelphia Flyers                                            | Peter Laviolette                                               | 4–2                                                            |
| 2010–11                                              | Boston Bruins                                                  | Claude Julien                                                  | Vancouver Canucks                                              | Alain Vigneault                                                | 4–3                                                            |
| 2011–12                                              | Los Angeles Kings                                              | Darryl Sutter                                                  | New Jersey Devils                                              | Peter DeBoer                                                   | 4–2                                                            |
| 2012–13                                              | Chicago Blackhawks                                             | Joel Quenneville                                               | Boston Bruins                                                  | Claude Julien                                                  | 4–2                                                            |
| 2013–14                                              | Los Angeles Kings                                              | Darryl Sutter                                                  | New York Rangers                                               | Alain Vigneault                                                | 4–1                                                            |
| 2014–15                                              | Chicago Blackhawks                                             | Joel Quenneville                                               | Tampa Bay Lightning                                            | Jon Cooper                                                     | 4–2                                                            |
| 2015–16                                              | Pittsburgh Penguins                                            | Mike Sullivan                                                  | San Jose Sharks                                                | Peter DeBoer                                                   | 4–2                                                            |
| 2016–17                                              | Pittsburgh Penguins                                            | Mike Sullivan                                                  | Nashville Predators                                            | Peter Laviolette                                               | 4–2                                                            |
| 2017–18                                              | Washington Capitals                                            | Barry Trotz                                                    | Vegas Golden Knights                                           | Gerard Gallant                                                 | 4–1                                                            |
| 2018–19                                              | St. Louis Blues                                                | Craig Berube                                                   | Boston Bruins                                                  | Bruce Cassidy                                                  | 4–3                                                            |
| 2019–20                                              | Tampa Bay Lightning                                            | Jon Cooper                                                     | Dallas Stars                                                   | Rick Bowness                                                   | 4–2                                                            |
| 2020–21                                              | Tampa Bay Lightning                                            | Jon Cooper                                                     | Montreal Canadiens                                             | Dominique Ducharme                                             | 4–1                                                            |
| 2021–22                                              | Colorado Avalanche                                             | Jared Bednar                                                   | Tampa Bay Lightning                                            | Jon Cooper                                                     | 4–2                                                            |
| 2022–23                                              | Vegas Golden Knights                                           | Bruce Cassidy                                                  | Florida Panthers                                               | Paul Maurice                                                   | 4–1                                                            |
| 2023–24                                              | Florida Panthers                                               | Paul Maurice                                                   | Edmonton Oilers                                                | Kris Knoblauch                                                 | 4–3                                                            |
| 2024–25                                              | Florida Panthers                                               | Paul Maurice                                                   | Edmonton Oilers                                                | Kris Knoblauch                                                 | 4–2                                                            |

## Títulos
La Copa Stanley se empezó a entregar en el año 1915, anteriormente al campeón del hockey sobre hielo de Canadá y Estados Unidos se le entregaba la Challenge Cup (1893-1914).
Campeones de la Stanley Cup (1915 en adelante*)
| Equipo               | Títulos | Subcampeón | Años campeón |
| -------------------- | ------- | ---------- | --- |
| Montreal Canadiens   | 24      | 10         | 1916, 1924, 1930, 1931, 1944, 1946, 1953, 1956, 1957, 1958, 1959, 1960, 1965, 1966, 1968, 1969, 1971, 1973, 1976, 1977, 1978, 1979, 1986, 1993 |
| Toronto Maple Leafs  | 13      | 8          | 1918, 1922, 1932, 1942, 1945, 1947, 1948, 1949, 1951, 1962, 1963, 1964, 1967                                                                   |
| Detroit Red Wings    | 11      | 13         | 1936, 1937, 1943, 1950, 1952, 1954, 1955, 1997, 1998, 2002, 2008                                                                               |
| Boston Bruins        | 6       | 14         | 1929, 1939, 1941, 1970, 1972, 2011 |
| Chicago Blackhawks   | 6       | 7          | 1934, 1938, 1961, 2010, 2013, 2015 |
| Edmonton Oilers      | 5       | 4          | 1984, 1985, 1987, 1988, 1990 |
| Pittsburgh Penguins  | 5       | 1          | 1991, 1992, 2009, 2016, 2017 |
| New York Rangers     | 4       | 7          | 1928, 1933, 1940, 1994 |
| New York Islanders   | 4       | 1          | 1980, 1981, 1982, 1983 |
| New Jersey Devils    | 3       | 2          | 1995, 2000, 2003 |
| Tampa Bay Lightning  | 3       | 2          | 2004, 2020, 2021 |
| Colorado Avalanche   | 3       | -          | 1996, 2001, 2022 |
| Philadelphia Flyers  | 2       | 6          | 1974, 1975 |
| Florida Panthers     | 2       | 2          | 2024, 2025 |
| Los Angeles Kings    | 2       | 1          | 2012, 2014 |
| Dallas Stars         | 1       | 4          | 1999 |
| St. Louis Blues      | 1       | 3          | 2019 |
| Calgary Flames       | 1       | 2          | 1989 |
| Anaheim Ducks        | 1       | 1          | 2007 |
| Carolina Hurricanes  | 1       | 1          | 2006 |
| Washington Capitals  | 1       | 1          | 2018 |
| Vegas Golden Knights | 1       | 1          | 2023 |
| Vancouver Canucks    | -       | 3          | ----- |
| Buffalo Sabres       | -       | 2          | ---- |
| Ottawa Senators      | -       | 1          | ----- |
| San Jose Sharks      | -       | 1          | ----- |
| Nashville Predators  | -       | 1          | ----- |

## Juego 7 en la final de la Copa Stanley
| Año  | Ganador             | Finalista               | Puntuación final | Ubicación                                                 | Notas |
| ---- | ------------------- | ----------------------- | ---------------- | --------------------------------------------------------- | --- |
| 1942 | Toronto Maple Leafs | Detroit Red Wings       | 3–1              | Maple Leaf Gardens, Toronto, Ontario                      | Los Maple Leafs perdieron los primeros tres partidos en la serie antes de ganar los últimos cuatro partidos. |
| 1945 | Toronto Maple Leafs | Detroit Red Wings       | 2–1              | Olympia Stadium, Detroit                                  | Los Red Wings perdieron los primeros tres partidos en la serie antes de ganar los próximos tres partidos. Sin embargo, los Maple Leafs ganó la copa en el séptimo partido. |
| 1950 | Detroit Red Wings   | New York Rangers        | 4–3 (2OT)        | Olympia Stadium, Detroit                                  | El primer séptimo partido de la final de la Copa Stanley para ir a tiempo extra. |
| 1954 | Detroit Red Wings   | Montreal Canadiens      | 2–1 (OT)         | Olympia Stadium, Detroit                                  | El segundo séptimo partido de la final de la Copa Stanley para ir a tiempo extra. |
| 1955 | Detroit Red Wings   | Montreal Canadiens      | 3–1              | Olympia Stadium, Detroit                                  | El equipo local ganó todos los partidos del serie; los Red Wings ganó la copa para su último tiempo hasta 1997. |
| 1964 | Toronto Maple Leafs | Detroit Red Wings       | 4–0              | Maple Leaf Gardens, Toronto, Ontario                      | El primer séptimo partido para fue una valla invicta. |
| 1965 | Montreal Canadiens  | Chicago Blackhawks      | 4–0              | Montreal Forum, Montreal                                  | El equipo local ganó todos los partidos del serie. |
| 1971 | Montreal Canadiens  | Chicago Black Hawks     | 3–2              | Chicago Stadium, Chicago                                  | El equipo local ganó los primeros seis partidos de la serie. Chicago tuvo una ventaja de 2–0; sin embargo, Montreal marcó tres goles sin respuesta y ganó la copa en el séptimo partido. |
| 1987 | Edmonton Oilers     | Philadelphia Flyers     | 3–1              | Northlands Coliseum, Edmonton, Alberta                    | Edmonton tuvo una ventaja en la serie de 3–1 después de 4 partidos, pero Filadelfia ganó los dos partidos próximos para forzar un séptimo partido. |
| 1994 | New York Rangers    | Vancouver Canucks       | 3–2              | Madison Square Garden, Manhattan, New York City           | Vancouver fue el último equipo canadiense en la final de la Copa Stanley hasta los Calgary Flames en 2004. Los Rangers ganó la Copa Stanley para su primer tiempo desde 1940. Fue el último partido de la NHL antes de una cierre patronal en la temporada 1994–95 que canceló la primera mitad de la temporada regular.                           |
| 2001 | Colorado Avalanche  | New Jersey Devils       | 3–1              | Pepsi Center, Denver, Colorado                            | Ray Bourque ganó la Copa Stanley en su 22a y última temporada en la NHL. |
| 2003 | New Jersey Devils   | Mighty Ducks of Anaheim | 3–0              | Continental Airlines Arena, East Rutherford, Nueva Jersey | El equipo local ganó todos los partidos de la serie. Fue el último partido en la carrera de Ken Daneyko con los Devils, que retiró después la serie. Jean-Sebastien Giguere ganó el Trofeo Conn Smythe a pesar de estar en el equipo perdedor. |
| 2004 | Tampa Bay Lightning | Calgary Flames          | 2–1              | St. Pete Times Forum, Tampa, Florida                      | Dave Andreychuk ganó la Copa Stanley en su 22a y última temporada en la NHL. Fue el último partido de la NHL antes de una cierre patronal que canceló la temporada 2004–05. |
| 2006 | Carolina Hurricanes | Edmonton Oilers         | 3–1              | RBC Center, Raleigh, North Carolina                       | La primera serie final que tuvieron dos equipos de la Asociación Mundial de Hockey. Fue el séptimo partido más reciente que eso fue ganado por el equipo local. Carolina ganó la copa en el séptimo partido, pero no calificaron para la postemporada en la próxima temporada. Rod Brind'Amour ganó la Copa Stanley en su 21a temporada en la NHL. |
| 2009 | Pittsburgh Penguins | Detroit Red Wings       | 2–1              | Joe Louis Arena, Detroit                                  | El equipo local ganó los primeros seis partidos de la serie. Fue el primer tiempo que un equipo de carretera ganó un séptimo partido cualquiera de las cuatro ligas mayores de deportes en los Estados Unidos desde la Serie Mundial de 1979. |
| 2011 | Boston Bruins       | Vancouver Canucks       | 4–0              | Rogers Arena, Vancouver                                   | El equipo local ganó los primeros seis partidos de la serie. Vancouver no pudo ganar una copa en el año después los Juegos Olímpicos Inviernos un año antes. |
| 2019 | St. Louis Blues     | Boston Bruins           | 4–1              | TD Garden, Boston                                         | Los Blues son el último de los cinco equipos activos de la expansión de la liga de 1967 para ganar la copa. Jordan Binnington fue la primera guardameta para ganar 16 partidos de la postemporada en su primera temporada. |
| 2024 | Florida Panthers    | Edmonton Oilers         | 2–1              | BB&T Center, Florida                                      | Los Oilers empatan la serie 3-3 después de ir 0-3 abajo. En el game 7, en Florida, se imponen los Panthers. |